# Herman Hollerith
Herman Hollerith (1860-1929) là nhà thống kê học, nhà phát minh, doanh nhân người Mỹ. Vào cuối thế kỷ XIX, điện bắt đầu được sử dụng vào kỹ thuật. Lúc đó, Hollerith chế tạo thành công chiếc máy tính sử dụng bìa đục lỗ để lưu trữ và thống kê số liệu. Sự kiện này có ý nghĩa quan trọng vì dữ liệu đã được lưu trữ bằng thiết bị mà máy có thể đọc được. Loại máy kiểu này đã được sản xuất công nghiệp với số lượng lớn, được dùng ở nhiều quốc gia trên thế giới, chủ yếu là để xứ lý số liệu thống kê và trong công nghiệp dệt đê làm chương trình dệt hoa văn. Tiêu biểu là vào năm 1890, cuộc điều tra dân số Hoa Kỳ kéo dài chỉ có hai năm rưỡi so với lần trước năm 1880 cho kết quả kéo dài tới cả thập kỷ. Để có được thay đổi đáng kể đó, cuộc điều tra năm 1890 đã được số hóa với máy tính của Herman Hollerith. Một điều thú vị là công ty của Hollerith sau này trở thành IBM, một trong những công ty về máy tính lớn nhất và nổi tiếng nhất thế giới.